# 瀬川侑子
瀬川 侑子（せがわ ゆうこ、1985年12月14日 - ）は広島県広島市出身の女性カートレーサー。

## 来歴
- ラリーレーサーだった父の影響で12歳の時に初めてカートに乗る。15歳で全日本ジュニア出場、カートピスタ広島シリーズチャンピオンになる。その後は地方選手権、鈴鹿選手権と順調に全日本カートのランクを上げていく。
- クラス最高項の最強FA（フォーミュラーA）に挑戦するなどカートで戦う女性の中で最も注目を集めている。

## 人物
- 3人兄弟の長女。
- 安佐南区在住。
- 現在はカート1本に専念できるほどの余裕は決してなく、苦労は絶えない。普段は専門学校に通う普通の学生で、勉強との両立、資金集めのアルバイトをこなしている。

## 主な参戦
- 2005年 全日本選手権参戦
- 2006年 最高峰FAクラス参戦、FAクラス女性史上最高タイ4位入賞を果たす
- 2008年 全日本選手権KF1クラス参戦
- 2010年 SL猪名川シリーズRMCクラス参戦、第7戦で2位入賞